# Klas Ryting
Nicolaus "Klas" Ryting, död 6 maj 1472, var en svensk kansler.
Klas Ryting blev 1437 magister vid Leipzigs universitet, som då var modeuniversitet för svenska utlandsstudenter och kallades senare även juris doktor, en bland medeltida svenska sällsynt lärdomsgrad. I Sverige fick han först anställning som kanik i Uppsala stift. I ett brev 1445 omtalas han av Kristofer av Bayern som sin "kaplan och tiener, mester Claus Ryting canic i Upsala". Senare lämnade han dock sitt kanonikat, möjligen på grund av brytning med Jöns Bengtsson (Oxenstierna), som 1448 blev ärkebiskop. Han gick i Karl Knutsson (Bonde)s tjänst och fungerade som dennes kansler 1451–1457. Tillsammans med kungens måg och "hovmästare" Erik Eriksson (Gyllenstierna) den äldre verkställde Ryting 1453–1454 den så kallade Karl Knutssons räfst, vilken syftade på en reduktion till kronan av till kyrkan donerade frälsegods. De båda herrarna konstituerade sig därvid som en slags riksdomstol, som hann verka i flera större svenska städer, ofta vid marknadstid. Tillvägagångssättet följde dock inte landslagen, och efter en skarp protest från svenska präster måste det i viss mån läggas om. Hela episoden bidrog till att spä på den allt starkare oppositionen mot Karl Knutsson. Då denne gått i landsflykt 1457 måste även Klas Ryting dra sig undan. Vid ett tillfälle under Kristian I:s tid som svensk kung, hösten 1463, blev han tillsammans med några adelsmän och stockholmsborgare utsatt för förföljelser och möjligen tortyr, då han misstänktes för att arbeta för den landsflyktige Karl Knutsson. Under Karls sista period som svensk kung 1467–1470 framträdde Klas Ryting på nytt som en av dennes närmare rådgivare. Personligen tycks Ryting ha haft nära relationer till Stockholms borgerskap. Han ägde flera hus och tomter där. Ryting och hans hustru Valborg var medlemmar i Helgalekamensgillet i Stockholm. Franciskanermunkarna i Stockholm prisar honom i sitt diarium som en framstående främjare av deras orden.